# Jelena Gavrilović
Jelena Gavrilović (en ciríl·lic serbi: Јелена Гавриловић; nascuda el 18 de gener de 1983) és una actriu i cantant sèrbia. Va començar a actuar en teatre durant l'educació primària i secundària a Lazarevac, la seva ciutat natal. Es va graduar a l'Acadèmia d'Art en Actuació de la Universitat de Novi Sad.
Gavrilović va interpretar els papers principals dels musicals Hair at Atelje 212 i Grease al Terazije Theatre, tots dos a Belgrad. Va interpretar a Marija, un dels personatges principals, a A Serbian Film. També va participar en el programa "Tvoje lice zvuči poznato" (La teva cara sona familiar). Va ocupar el quart lloc a la final com a Branislav Mojićević, però era una de les favorites del públic amb moltes imitacions afavorides, com ara Jelena Rozga, Pink, Vesna Zmijanac, Predrag Živković Tozovac i molts altres.

## Filmografia seleccionada
Film
| Any  | Títol                        | Rol     | Notes |
| ---- | ---------------------------- | ------- | ----- |
| 2008 | On The Beautiful Blue Danube | Nina    |       |
| 2009 | Human Zoo                    | Natasha |       |
| 2010 | A Serbian Film               | Marija  |       |
| 2011 | Cat Run                      |         |       |

## Televisió
| Any  | Títol                            | Rol              | Notes     |
| ---- | -------------------------------- | ---------------- | --------- |
| 2010 | The Scent of Rain in the Balkans | Eli              | TV series |
| 2017 | Nemanjići - rađanje kraljevine   | Eudokia Angelina | TV sèries |
| 2019 | The Outpost                      | Sana Vasić       | TV sèries |

## Direcció
| Any  | Títol                          | Argument        | Notes     |
| ---- | ------------------------------ | --------------- | --------- |
| 2021 | Kljun                          | Crimen Drama    | sèrie     |
| 2017 | Između granica                 | Documental      | 52 minuts |
| 2019 | Nikog nema                     | Película: Drama | 20 min.   |
| 2015 | Sve je više stvari koje dolaze | Película: Drama | 23 min    |
| 2012 | Nešto slatko                   | Película: Drama | 19 min.   |
| 2011 | Momci, gde ste                 | Película: Drama | 12 min.   |